# Чоколов Микола Іванович
Чо́колов Мико́ла Іва́нович (6 грудня 1845 , Київ, Київська губернія, Російська імперія  — 29 жовтня 1932 , Вісбаден, Гессен-Нассау ) — на початку 1900-х років один із найбагатших промисловців Києва, купець 1-ї гільдії, гласний (депутат) міської думи, власник друкарні, розташованої на вулиці Великій Житомирській №20, співзасновник винокурно-дріжджового заводу на вулиці Глибочицькій. 

## Біографія
Народився в Києві 1845 року. Дід, Михайло Евтеєвич Чоколов, 1843 року був перечислений із калузьких у київські купці 2-ї гільдії. Батько, Іван Михайлович Чоколов, також був київським купцем 2-ї гільдії.
Чоколови оселилися на околиці Подолу — Лук’янівці — не вельми багатому в середині ХІХ ст. районі Києва. 1865 року вони купили 10 десятин (гектар) — всю гору між вул. Татарською і Саксонським яром (сучасна Соляна вулиця) з великим озером у центрі. Колись цей великий маєток на Глибочицькій, 5-11 був дачею якоїсь заможної персони. В 1872 році Микола Іванович разом зі своїм братом відкрив винокурно-дріжджовий завод на Подолі, один з найбільших в тогочасному Києві. Чоколов був ініціатором створення комерційного училища і приватних шкіл у Києві та навіть був відзначений за внесок у розвиток комерційної освіти.
Ім'я Чоколова носить історична місцевість української столиці — Чоколівка, а також дача в Ірпені, що під Києвом.
Помер у еміграції в Німеччині у 1932 році. Похований на Російському кладовищі у Вісбадені.